# Ministère de la Sécurité publique (Madagascar)
Pour les articles homonymes, voir Ministère de la Sécurité publique.
Le ministère de la Sécurité publique est, à Madagascar, le ministère chargé de la sécurité intérieure et de l’administration des migrations. Son organisation, ses moyens humains et matériels constituent l’outil privilégié de l’État pour garantir aux citoyens l'exercice des droits, devoirs et libertés réaffirmés par la Constitution de la IVe République.

## Historique
Il existe, depuis la période coloniale, un département chargé de la sécurité publique. Il s'agissait alors de la brigade générale de la Police nationale sous la tutelle du ministère de l'intérieur de la République française.
Au cours des première et deuxième républiques, la sécurité publique dépendait toujours du ministère de l'Intérieur : 
- la direction de la Sécurité nationale (1958-1975) ;
- la direction générale de la Sécurité publique (1975-1991).

Le département de la Sécurité publique accède au statut de ministère sous le gouvernement de transition en 1991. Il connut entre temps divers changement de noms et de rattachement et est, depuis 2014, connu comme étant le Ministère de la Sécurité publique.

## Organisation

### Ministre
L'actuel ministre de la Sécurité publique est Rakotoarimanana Herilala depuis le 14 janvier 2024.

### Administration centrale
Selon le décret d’organisation de 2013, l'administration centrale du ministère comprend:
- le secrétariat général du ministère ;
- la direction générale de la police nationale ;
- l’inspection générale de la police nationale ;
- la direction des services de renseignement ;
- la direction du contrôle des migrations ;
- la direction de la police économique ;
- la direction de la police judiciaire ;
- la direction des forces d'intervention de la police.